# Tatsuo Suzuki (karatéka)
Pour les articles homonymes, voir Tatsuo Suzuki et Suzuki (homonymie).

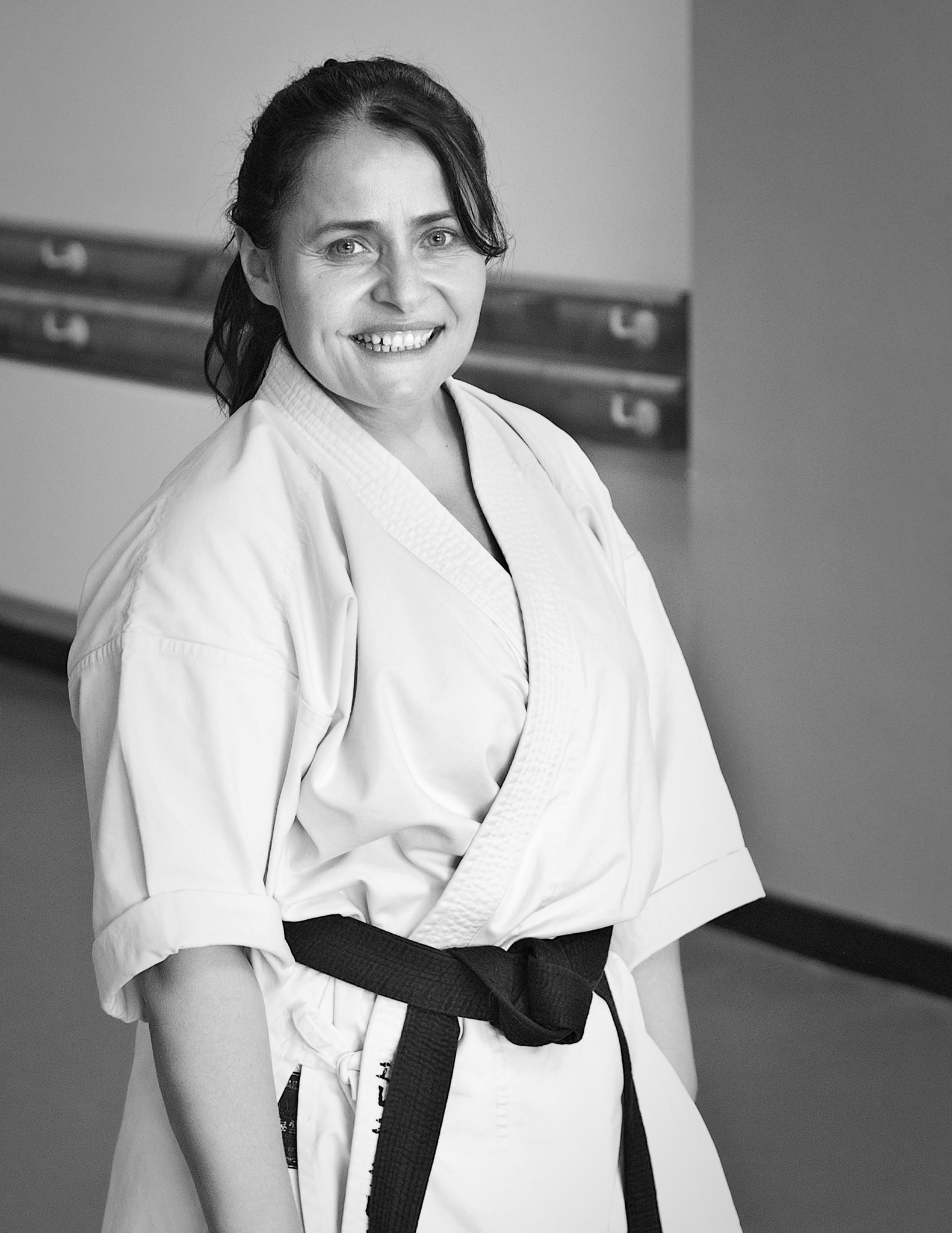
Eleni Labiri Suzuki, 6e dan, son épouse et assistante.

Tatsuo Suzuki (鈴木 辰夫) (27 avril 1928-12 juillet 2011), né à Yokohama au Japon et mort à Londres au Royaume-Uni,  est une des plus grandes figures du karaté. Gradé 8e dan Hanshi, il était chef instructeur du wado-ryu (和道流, l'école de la voie de la paix) en Europe et président de la United Kingdom Karate-do.

## Biographie
En 1942, à l’âge de 14 ans, il commence la pratique du karaté. Il s'entraine jusqu'à ses 16 ans sous la tutelle de maître Kimura. Puis, de 1945 à 1956, sous l’instruction directe de maître Hironori Ōtsuka, fondateur du style Wado ryu dont il fut le Jikideshi. En six ans il devint 3e dan et en 1958 il fut décidé de lui donner le plus le haut grade de karaté, alors le 5e dan. Il étudia également la doctrine Zen avec des moines tels que Genpo Yamamoto (1866-1961) et Sōen Nakagawa (1907–1984). En 1952, il obtint un diplôme en sciences économiques à l’Université Nihon. En 1965, il fut nommé 7e dan, le plus haut grade de la Zen Nippon Karaté. En 1975, il reçut le titre de Hanshi, délivré par la famille impériale (皇室). Installé en Grande-Bretagne et marié à Eleni Labiri, il fut jusqu'à sa mort un des principaux acteurs de la propagation du karaté en général et du style wado ryu en particulier, en Angleterre et dans le monde.

## Autres disciplines
- 2e dan de Tenshin Koryu de bō-jutsu (棒術)
- 1er dan de judo (柔道)

## Au sujet des grades
Maître Suzuki refusa plusieurs fois le 10e dan qu'on lui proposait considérant que seul le fondateur de l'école, Hironori Ōtsuka , était en droit de lui accorder ce grade et il était décédé. Ce cas n'est pas unique dans le monde des arts martiaux traditionnels. Ainsi, Nobuyoshi Tamura, 8e dan d’aïkido, refusa le 9e dan qu'on lui proposait car maître Kisshōmaru Ueshiba était décédé. Tsutomu Ōshima qui reçut quant à lui le 5e dan de karaté de Maître Funakoshi, juste avant de mourir en 1957, le conservera comme grade maximum atteignable et refusera les grades honorifiques par respect pour son maître.

## Ohyo Kumite
Les Ohyo Kumite, à ne pas confondre avec les Kihon Kumite de maître Hironori Otsuka, ont été créés par Tatsuo Suzuki quand il est arrivé en Europe au milieu des années 1960. Ce sont des techniques se travaillant par deux composées d'enchainement de plusieurs mouvements. Au nombre de 8 ils sont le fruit de son expérience des combats libres dans les défis de l'Université japonaise.

## Propagation du wado-ryu
Jusque dans les années 1960, le karaté Wado Ryu (ainsi que les arts martiaux en général), était resté sur les petites îles du Japon. Il était à peine connu en dehors de l'Orient. Cela allait bientôt changer. Maître Hironori Ōtsuka, dont les premiers étudiants furent : M. Mochizuki, T. Kono, T. Suzuki, A. Yamashita et Y. Toyama, leur confia, en 1963, la mission de transmettre et de divulguer le Wado-Ryu en Europe.

## Succession de maître Ōtsuka
Avant sa mort, des échanges eurent lieu entre Hironori Otsuka et Eiichi Eriguchi (président de la Wado Kai), durant lesquels Otsuka Sensei exprima clairement sa volonté de voir Tatsuo Suzuki lui succéder. Maître Suzuki déclina cet honneur, considérant qu’il revenait au fils de Hironori Otsuka, Jiro. Celui-ci changea, à la mort de son père, en 1982, son nom personnel et se fit appeler Hironori Ōtsuka II.

## Citations
« De nos jours trop de gens arrêtent l'entraînement une fois qu'ils ont passé le 2e ou 3e dan, ils ne réalisent pas que les ceintures ne sont pas importantes. Les grades ne signifient rien, tout ce qui importe est de s'entraîner dur. Beaucoup de gens se prévalent du 10e ou même 12e dan, mais la plupart d'entre eux sont sans valeur. »

« Avec l'âge, l'entrainement devient différent, mais l'esprit doit être de plus en plus fort. »

## Vie privée
Il se maria deux fois. En 1961, il épouse, à l'âge de 33 ans, Mineko (ミネコ), de nationalité japonaise, dont il eût deux filles et un fils, Takako (貴子), Ririko (リリコ) et Tekka (テッカ).
Le 22 avril 1997, il épouse, à l'âge de 69 ans, Eleni Labiri (Ελένη Λαμπίρη).